# Tex '90
Tex è un brano della rock band italiana Litfiba. È stato pubblicato come singolo il 26 marzo 1990, per presentare la nuova formazione del gruppo e promuovere l'album live Pirata pubblicato solo pochi mesi prima ed il relativo tour intrapreso dalla band nei primi mesi del 1990 (dal quale verrà tratta la VHS live Pirata Tour '90).

## Il brano
Il brano è stato originariamente pubblicato nel 1988 nell'album in studio Litfiba 3 ed in seguito, in versione Live, apparve anche sull'album "Pirata", album di pezzi eseguiti dal vivo nell'estate del 1989 e poi completamente ri-editati in studio. Dopo l'abbandono di Maroccolo e De Palma, venne deciso di registrare nuovamente una versione in studio nei primi mesi del 1990 (denominata per l'appunto Tex '90), con la nuova formazione della band e riarrangiando il brano in una versione più estesa e più rock. Due anni più tardi il brano verrà incluso in questa versione nella compilation Sogno ribelle, ma con il titolo Tex (remix)

### Il video
Il video promozionale è stato realizzato presso Salome, nel deserto dell'Arizona.

## Tracce

### Lato A
- Tex '90 (nuova versione) - 5:35

### Lato B
- Re del silenzio - 4:07

## Formazione ('90)
- Piero Pelù - voce
- Ghigo Renzulli - chitarre
- Roberto Terzani - basso
- Antonio Aiazzi - tastiere
- Daniele Trambusti - batteria

### Altri musicisti
- Gianni Maroccolo - basso in Re del Silenzio
- Ringo de Palma - batteria in Re del Silenzio
- Candelo Cabezas - percussioni in Tex '90

## Lato B
Il lato B del singolo è Re del silenzio, brano dalle armonie cupe ed inquietanti originariamente pubblicato nell'album 17 re.

## Cover
La band Folkstone ha realizzato una cover del brano per l'album Oltre...l'abisso del 2014.